# Étalement de spectre par saut de fréquence
Pour les articles homonymes, voir fréquence (homonymie).

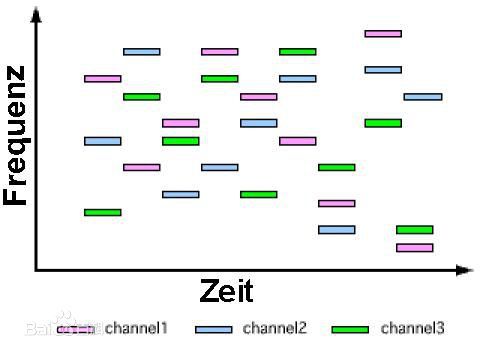
Points de fréquence FS-FHSS dans différents canaux

L'étalement de spectre par saut de fréquence, parfois appelé étalement de spectre par évasion de fréquence (FHSS ou frequency-hopping spread spectrum en anglais) ou technique Lamarr, est une méthode de transmission de signaux par ondes radio qui utilise alternativement plusieurs canaux (sous-porteuses) répartis dans une bande de fréquence selon une séquence pseudo-aléatoire connue de l'émetteur et du récepteur.

## Histoire
Bien que le principe du saut de fréquence soit régulièrement attribué à Hedy Lamarr et George Antheil en 1941, son principe avait déjà été énoncé en 1907 par le physicien allemand Jonathan Zenneck dans son livre Elektromagnetische Schwingungen und drahtlose Telegraphie, traduit en anglais en 1915, qui note d'ailleurs que cette méthode a déjà été utilisée par la société allemande de radio-téléphonie Telefunken. 
Lamarr et Antheil proposèrent un système secret de communication applicable aux torpilles radio-guidées, qui avait pour but de permettre au système émetteur-récepteur de la torpille de changer de fréquence, rendant pratiquement impossible la détection de l'attaque sous-marine par l'ennemi. Il s'agit d'un principe de transmission (l'étalement de spectre par saut de fréquence) toujours utilisé pour les systèmes de positionnement par satellites (GPS, GLONASS…), les liaisons chiffrées militaires, les communications des navettes spatiales avec le sol et dans certaines techniques Wi-Fi et Bluetooth. 
L'étalement de spectre offre trois avantages par rapport à l'utilisation d'une fréquence unique : il rend le signal transmis plus résistant aux interférences ; le signal est plus difficile à intercepter ; et les signaux transmis de cette manière peuvent partager des bandes de fréquence avec d'autres types de transmission, ce qui permet d'utiliser plus efficacement la bande passante ; le partage des fréquences ajoute un minimum de bruit à l'un et à l'autre types de transmission.

## Utilisation
L'étalement de spectre par saut de fréquence a originellement été conçu dans un but militaire afin d'empêcher l'écoute des transmissions radio. En effet, une station ne connaissant pas la combinaison de fréquences à utiliser ne pouvait pas écouter la communication car il lui était impossible dans le temps imparti de localiser la fréquence sur laquelle le signal était émis puis de chercher la nouvelle fréquence. Cette méthode offre de plus une forte résistance aux attaques par interférence radio. Les transmissions militaires utilisant le FHSS sont aussi chiffrées.
Dans l'armée française, ce principe est utilisé dans le poste de radio de quatrième génération (PR4G)
Les réseaux locaux sans fil actuels utilisant cette technologie sont définis par des standards ce qui signifie que la séquence des fréquences utilisée est connue de tous (et n'assure donc plus cette fonction de sécurisation des échanges) : le FHSS ou sa variante DSSS (étalement de spectre à séquence directe) étaient utilisés dans les premières versions des normes IEEE 802.11 (Wi-Fi) afin de réduire les interférences entre les transmissions des diverses stations d'une cellule.
Une variante est aussi utilisée dans les normes Bluetooth.

### Norme 802.11
Dans les normes 802.11 initiales (publiées en 1997 et 1999), la bande de fréquence 2,4 - 2,485 GHz permettait de créer jusqu'à 79 canaux de 1 MHz chacun. La transmission se faisait ainsi, à l'aide des méthodes FHSS ou DSSS, en émettant successivement sur un canal puis sur un autre pendant une courte période de temps (maximum 400 ms) en utilisant une combinaison, connue de toutes les stations, d'une partie des canaux regroupés dans une bande de 80 MHz (22 MHz en mode DSSS), ce qui permet à un instant donné de transmettre un signal facilement reconnaissable sur une fréquence donnée. Les versions plus récentes des normes 802.11 (g, n, ac et ax) utilisent d'autres méthodes de codage sans « saut de fréquence », mais permettant des débits plus élevés : l'OFDM et l'OFDMA.
Plages de fréquences utilisées par les normes 802.11, b, g, n et ax sur la bande de fréquence 2,4 - 2,485 GHz  :
- France : 2,4 à 2,483 GHz[6] ;
- Espagne : 2,447 à 2,473 GHz ;
- Japon : 2,4 à 2,495 GHz ;
- Europe : 2,4 à 2,483 GHz ;
- Amérique du Nord : 2,4 à 2,483 GHz.